# Phenatoma rosea
Phenatoma rosea är en snäckart som först beskrevs av Jean René Constant Quoy och Joseph Paul Gaimard 1833.  Phenatoma rosea ingår i släktet Phenatoma och familjen kägelsnäckor. Inga underarter finns listade i Catalogue of Life.